# António de Serpa Pimentel

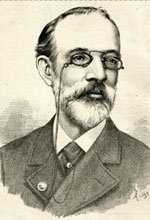
António de Serpa Pimentel.

António de Serpa Pimentel (Coimbra, 20 november 1825 - Lissabon, 2 maart 1900) was een Portugees politicus ten tijde van de monarchie. Hij leidde de Regeneratiepartij en was premier van Portugal.

## Levensloop
Serpa Pimentel studeerde wiskunde aan de Universiteit van Coimbra, waarna hij in het Portugese leger toetrad. Hij schopte het tot hoofdman. Nadat in 1887 de leider van de Regeneratiepartij, voormalig premier António Maria de Fontes Pereira de Melo, onverwacht overleed, werd hij de nieuwe leider van de partij, die zich toen in de oppositie bevond. In 1890 werd hij door koning Karel I tot premier benoemd.
In die tijd was Portugal in een groot conflict met het Verenigd Koninkrijk over de Portugese koloniale gebieden verwikkeld. Portugal controleerde toen enkel de kustgebieden van zijn Afrikaanse koloniën (Angola en Mozambique) en niet het binnenland. Inmiddels had Portugal het plan om het binnenland van de koloniën verder uit te dijen om zo Angola en Mozambique samen te voegen tot een groot samenhangend Portugees kolonierijk. Dit plan verstoorde het plan van de Britten om hun koloniën van Egypte tot Zuid-Afrika met elkaar te verbinden. De Britten stelden de Portugezen daarop een ultimatum en wegens de machtspolitieke verhouding kon de regering niets anders dan het ultimatum te accepteren. Het Portugese plan had er echter voor gezorgd dat er nationalistische gevoelens in Portugal waren, waardoor de ontgoocheling van de bevolking uiteraard zeer groot was toen bleek dat het plan niet doorging. Hierdoor kwam zijn regering eind 1890 ten val.
Vervolgens werd Serpa Pimentel oppositieleider. Nadat de Regeneratiepartij in 1893 de verkiezingen won, vroeg de koning hem een regering te vormen. Hij weigerde echter uit gezondheidsredenen en stelde voor om zijn partijgenoot Ernesto Hintze Ribeiro tot premier te benoemen. Toch bleef Serpa Pimentel tot aan zijn dood in 1900 de Regeneratiepartij leiden.
Hij was gehuwd en had één dochter.
- Catàleg d'autoritats de noms i títols de Catalunya: 981058529171006706
- CiNii: DA1034501X
- International Standard Name Identifier: 0000 0000 8438 9121
- Library of Congress Control Number: no90026273
- Virtual International Authority File: 34017977
- WorldCat: E39PBJkD8VwPfRjGxdcdtcHXBP